# Marele Premiu al Ungariei din 2021
Marele Premiu al Ungariei din 2021 (cunoscut oficial ca Formula 1 Magyar Nagydíj 2021) a fost o cursă de Formula 1 care s-a desfășurat între 30 iulie și 1 august 2021 la Hungaroring, Ungaria. Cursa a fost cea de-a unsprezecea etapă a Campionatului Mondial de Formula 1 din 2021.

## Clasament

### Calificări
| Poz.                  | Nr. | Pilot              | Constructor               | Timpi calificări | Timpi calificări | Timpi calificări | Grila finală |
| Poz.                  | Nr. | Pilot              | Constructor               | Q1               | Q2               | Q3               | Grila finală |
| --------------------- | --- | ------------------ | ------------------------- | ---------------- | ---------------- | ---------------- | ------------ |
| 1                     | 44  | Lewis Hamilton     | Mercedes                  | 1:16,424         | 1:16,553         | 1:15,419         | 1            |
| 2                     | 77  | Valtteri Bottas    | Mercedes                  | 1:16,569         | 1:16,702         | 1:15,734         | 2            |
| 3                     | 33  | Max Verstappen     | Red Bull Racing-Honda     | 1:16,214         | 1:15,650         | 1:15,840         | 3            |
| 4                     | 11  | Sergio Pérez       | Red Bull Racing-Honda     | 1:17,233         | 1:16,443         | 1:16,421         | 4            |
| 5                     | 10  | Pierre Gasly       | AlphaTauri-Honda          | 1:16,874         | 1:16,394         | 1:16,483         | 5            |
| 6                     | 4   | Lando Norris       | McLaren-Mercedes          | 1:17,081         | 1:16,385         | 1:16,489         | 6            |
| 7                     | 16  | Charles Leclerc    | Ferrari                   | 1:17,084         | 1:16,574         | 1:16,496         | 7            |
| 8                     | 31  | Esteban Ocon       | Alpine-Renault            | 1:17,367         | 1:16,766         | 1:16,653         | 8            |
| 9                     | 14  | Fernando Alonso    | Alpine-Renault            | 1:17,123         | 1:16,541         | 1:16,715         | 9            |
| 10                    | 5   | Sebastian Vettel   | Aston Martin-Mercedes     | 1:17,105         | 1:16,794         | 1:16,750         | 10           |
| 11                    | 3   | Daniel Ricciardo   | McLaren-Mercedes          | 1:17,664         | 1:16,871         | N/A              | 11           |
| 12                    | 18  | Lance Stroll       | Aston Martin-Mercedes     | 1:17.038         | 1:16.893         | N/A              | 12           |
| 13                    | 7   | Kimi Räikkönen     | Alfa Romeo Racing-Ferrari | 1:17,553         | 1:17,564         | N/A              | 13           |
| 14                    | 99  | Antonio Giovinazzi | Alfa Romeo Racing-Ferrari | 1:17,776         | 1:17,583         | N/A              | 14           |
| 15                    | 55  | Carlos Sainz Jr.   | Ferrari                   | 1:16,649         | Fără timp        | N/A              | 15           |
| 16                    | 22  | Yuki Tsunoda       | AlphaTauri-Honda          | 1:17,919         | N/A              | N/A              | 16           |
| 17                    | 63  | George Russell     | Williams-Mercedes         | 1:17,944         | N/A              | N/A              | 17           |
| 18                    | 6   | Nicholas Latifi    | Williams-Mercedes         | 1:18,036         | N/A              | N/A              | 18           |
| 19                    | 9   | Nikita Mazepin     | Haas-Ferrari              | 1:18,922         | N/A              | N/A              | 19           |
| Regula 107%: 1:21,548 |     |                    |                           |                  |                  |                  |              |
| —                     | 47  | Mick Schumacher    | Haas-Ferrari              | Fără timp        | N/A              | N/A              | 20           |
| Sursa:                |     |                    |                           |                  |                  |                  |              |

Note
- ^1 – Mick Schumacher nu a luat parte la calificări din cauza unui accident petrecut în timpul celei de-a treia sesiuni de antrenamente, dar i s-a permis să concureze.[3] A primit o penalizare de cinci locuri pe grila de start pentru o modificare neprogramată a cutiei de viteze, dar aceasta nu a avut nici un efect întrucât oricum a plecat de pe ultimul loc.[4]

### Cursa
| Poz.                                                                     | Nr. | Pilot              | Constructor               | Tururi | Timp/Retras          | Puncte |
| ------------------------------------------------------------------------ | --- | ------------------ | ------------------------- | ------ | -------------------- | ------ |
| 1                                                                        | 31  | Esteban Ocon       | Alpine-Renault            | 70     | 2:04:43,199          | 25     |
| 2                                                                        | 44  | Lewis Hamilton     | Mercedes                  | 70     | +2,736               | 18     |
| 3                                                                        | 55  | Carlos Sainz Jr.   | Ferrari                   | 70     | +15,018              | 15     |
| 4                                                                        | 14  | Fernando Alonso    | Alpine-Renault            | 70     | +15,651              | 12     |
| 5                                                                        | 10  | Pierre Gasly       | AlphaTauri-Honda          | 70     | +1:03,614            | 11     |
| 6                                                                        | 22  | Yuki Tsunoda       | AlphaTauri-Honda          | 70     | +1:15,803            | 8      |
| 7                                                                        | 6   | Nicholas Latifi    | Williams-Mercedes         | 70     | +1:17,910            | 6      |
| 8                                                                        | 63  | George Russell     | Williams-Mercedes         | 70     | +1:19,094            | 4      |
| 9                                                                        | 33  | Max Verstappen     | Red Bull Racing-Honda     | 70     | +1:20,244            | 2      |
| 10                                                                       | 7   | Kimi Räikkönen     | Alfa Romeo Racing-Ferrari | 69     | +1 tur               | 1      |
| 11                                                                       | 3   | Daniel Ricciardo   | McLaren-Mercedes          | 69     | +1 tur               |        |
| 12                                                                       | 47  | Mick Schumacher    | Haas-Ferrari              | 69     | +1 tur               |        |
| 13                                                                       | 99  | Antonio Giovinazzi | Alfa Romeo Racing-Ferrari | 69     | +1 tur               |        |
| Ab                                                                       | 9   | Nikita Mazepin     | Haas-Ferrari              | 3      | Accident             |        |
| Ab                                                                       | 4   | Lando Norris       | McLaren-Mercedes          | 2      | Avarii               |        |
| Ab                                                                       | 77  | Valtteri Bottas    | Mercedes                  | 0      | Accident             |        |
| Ab                                                                       | 11  | Sergio Pérez       | Red Bull Racing-Honda     | 0      | Accident             |        |
| Ab                                                                       | 16  | Charles Leclerc    | Ferrari                   | 0      | Accident             |        |
| Ab                                                                       | 18  | Lance Stroll       | Aston Martin-Mercedes     | 0      | Accident             |        |
| DSC                                                                      | 5   | Sebastian Vettel   | Aston Martin-Mercedes     | 70     | Probă de combustibil |        |
| Cel mai rapid tur: Pierre Gasly (AlphaTauri-Honda) – 1:18,394 (turul 70) |     |                    |                           |        |                      |        |
| Sursa:                                                                   |     |                    |                           |        |                      |        |

| Loc    | 1  | 2  | 3  | 4  | 5  | 6 | 7 | 8 | 9 | 10 | CMRT |
| Puncte | 25 | 18 | 15 | 12 | 10 | 8 | 6 | 4 | 2 | 1  | 1    |

Note
- ^1 Include un punct pentru cel mai rapid tur.
- ^2 Sebastian Vettel a terminat pe locul doi, dar ulterior a fost descalificat deoarece proba necesară de 1 L nu a putut fi extrasă din mașina sa în timpul controlului de după cursă.[7]

## Clasamentele campionatelor după cursă
|           | Poz. | Pilot           | Puncte |
| --------- | ---- | --------------- | ------ |
| 1         | 1    | Lewis Hamilton  | 195    |
| 1         | 2    | Max Verstappen  | 187    |
| Unchanged | 3    | Lando Norris    | 113    |
| Unchanged | 4    | Valtteri Bottas | 108    |
| Unchanged | 5    | Sergio Pérez    | 104    |
| Sursa:    |      |                 |        |

|        | Poz. | Constructor           | Puncte |
| ------ | ---- | --------------------- | ------ |
| 1      | 1    | Mercedes              | 303    |
| 1      | 2    | Red Bull Racing-Honda | 291    |
| 1      | 3    | Ferrari               | 163    |
| 1      | 4    | McLaren-Mercedes      | 163    |
| 2      | 5    | Alpine-Renault        | 77     |
| Sursa: |      |                       |        |

- Notă: Doar primele cinci locuri sunt prezentate în ambele clasamente.